# Nicolás Flores
Nicolás Flores è un comune del Messico, situato nello stato di Hidalgo.